# Copa Rey Fahd 1995
La Copa Rey Fahd 1995 fue la segunda edición de la competición internacional de fútbol que posteriormente sería denominada como Copa FIFA Confederaciones, motivo por el que también es conocida como Copa FIFA Confederaciones 1995. Se desarrolló nuevamente en Arabia Saudita y tuvo como novedad el incremento de competidores de cuatro a seis debido a la participación por primera vez de los campeones regionales de Europa y Asia (Arabia Saudita jugó la edición anterior como organizador y campeón de la Copa Asiática 1988). El torneo fue ganado por Dinamarca, que derrotó en la final al anterior campeón, Argentina, por 2-0.

## Organización

### Sedes
Todos los partidos se disputaron en la ciudad de Riad, en el Estadio Rey Fahd.

### Árbitros
La lista de árbitros es la siguiente:
- Rodrigo Badilla
- Ali Bujsaim
- Ion Craciunescu
- Salvador Imperatore
- An-Yan Lim Kee Chong

## Equipos participantes
Los seis participantes de este torneo son invitados oficialmente por la FIFA. Estos corresponden, en general, a los campeones de los diversos torneos internacionales.
En cursiva, los equipos debutantes en la copa.
| Confederación                            | Equipo         | Vía de clasificación                          |
| ---------------------------------------- | -------------- | --------------------------------------------- |
| Anfitrión                                | Arabia Saudita | Organizador del torneo                        |
| Conmebol (Sudamérica)                    | Argentina      | Campeón de la Copa América 1993               |
| UEFA (Europa)                            | Dinamarca      | Campeón de la Eurocopa 1992                   |
| Concacaf (Norte, Centroamérica y Caribe) | México         | Campeón de la Copa de Oro de la Concacaf 1993 |
| AFC (Asia)                               | Japón          | Campeón de la Copa Asiática 1992              |
| CAF (África)                             | Nigeria        | Campeón de la Copa Africana de Naciones 1994  |

## Resultados
- Los horarios corresponden a la hora de Arabia Saudita (UTC+3)

### Grupo A
| Equipo         | Pts | PJ | PG | PE | PP | GF | GC | DIF |
| -------------- | --- | -- | -- | -- | -- | -- | -- | --- |
| Dinamarca      | 4   | 2  | 1  | 1  | 0  | 3  | 1  | +2  |
| México         | 4   | 2  | 1  | 1  | 0  | 3  | 1  | +2  |
| Arabia Saudita | 0   | 2  | 0  | 0  | 2  | 0  | 4  | -4  |

| 6 de enero de 1995, 18:15 | Arabia Saudita | 0:2 (0:0) | México          | Estadio Rey Fahd, Riad                                          |                                                                 |
|                           |                | Reporte   | García 65', 82' | Asistencia: 25 000 espectadores Árbitro(s): Salvador Imperatore | Asistencia: 25 000 espectadores Árbitro(s): Salvador Imperatore |

| 8 de enero de 1995, 18:15 | Arabia Saudita | 0:2 (0:1) | Dinamarca                      | Estadio Rey Fahd, Riad                                           |                                                                  |
|                           |                | Reporte   | B. Laudrup 43' · Wieghorst 90' | Asistencia: 10 000 espectadores Árbitro(s): An-Yan Lim Kee Chong | Asistencia: 10 000 espectadores Árbitro(s): An-Yan Lim Kee Chong |

| 10 de enero de 1995, 18:15 | México                              | 1:1 (1:1, 1:0) (t. s.)(2:4 p.) | Dinamarca                               | Estadio Rey Fahd, Riad                                          |                                                                 |
|                            | García 25'                          | Reporte                        | Rasmusen 48'                            | Asistencia: 20 000 espectadores Árbitro(s): Salvador Imperatore | Asistencia: 20 000 espectadores Árbitro(s): Salvador Imperatore |
|                            |                                     | Tiros desde el punto penal     |                                         |                                                                 |                                                                 |
|                            | Suárez · Bernal · Del Olmo · García |                                | Schjønberg · M. Laudrup · Høgh · Rieper |                                                                 |                                                                 |

### Grupo B
| Equipo    | Pts | PJ | PG | PE | PP | GF | GC | DIF |
| --------- | --- | -- | -- | -- | -- | -- | -- | --- |
| Argentina | 4   | 2  | 1  | 1  | 0  | 5  | 1  | +4  |
| Nigeria   | 4   | 2  | 1  | 1  | 0  | 3  | 0  | +3  |
| Japón     | 0   | 2  | 0  | 0  | 2  | 1  | 8  | -7  |

| 6 de enero de 1995, 21:00 | Japón | 0:3 (0:1) | Nigeria                                 | Estadio Rey Fahd, Riad                                      |                                                             |
|                           |       | Reporte   | Amokachi 4' · Adepoju 55' · Amunike 65' | Asistencia: 25 000 espectadores Árbitro(s): Ion Craciunescu | Asistencia: 25 000 espectadores Árbitro(s): Ion Craciunescu |

| 8 de enero de 1995, 20:00 | Japón     | 1:5 (0:2) | Argentina                                                         | Estadio Rey Fahd, Riad                                      |                                                             |
|                           | Miura 57' | Reporte   | Rambert 31' · Ortega 45' · Batistuta 47', 86' (pen.) · Chamot 54' | Asistencia: 10 000 espectadores Árbitro(s): Rodrigo Badilla | Asistencia: 10 000 espectadores Árbitro(s): Rodrigo Badilla |

| 10 de enero de 1995, 21:00 | Nigeria | 0:0     | Argentina | Estadio Rey Fahd, Riad                                  |                                                         |
|                            |         | Reporte |           | Asistencia: 20 000 espectadores Árbitro(s): Ali Bujsaim | Asistencia: 20 000 espectadores Árbitro(s): Ali Bujsaim |

## Fase final
|  | Final                        |       |
|  |                              |       |
|  | 13 de enero                  |       |
|  |                              |       |
|  | Dinamarca                    | 2     |
|  | Dinamarca                    | 2     |
|  | Argentina                    | 0     |
|  | Argentina                    | 0     |
|  |                              |       |
|  |                              |       |
|  |                              |       |
|  | Partido por el tercer puesto |       |
|  |                              |       |
|  | 13 de enero                  |       |
|  |                              |       |
|  | México (p.)                  | 1 (5) |
|  | México (p.)                  | 1 (5) |
|  | Nigeria                      | 1 (4) |
|  | Nigeria                      | 1 (4) |

### Tercer lugar
| 13 de enero de 1995, 18:00 | México                                               | 1:1 (1:1, 1:1) (t. s.)(5:4 p.) | Nigeria                                       | Estadio Rey Fahd, Riad                                      |                                                             |
|                            | Ramírez 20'                                          | Reporte                        | Amokachi 31'                                  | Asistencia: 20 000 espectadores Árbitro(s): Ion Craciunescu | Asistencia: 20 000 espectadores Árbitro(s): Ion Craciunescu |
|                            |                                                      | Tiros desde el punto penal     |                                               |                                                             |                                                             |
|                            | García Aspe · García · Galindo · Hermosillo · Suárez |                                | Okocha · Adepoju · Eguavoen · Iroha · Amunike |                                                             |                                                             |

### Final
| 13 de enero de 1995, 20:15 | Dinamarca                            | 2:0 (1:0) | Argentina | Estadio Rey Fahd, Riad                                  |                                                         |
|                            | M. Laudrup 8' (pen.) · Rasmussen 75' | Reporte   |           | Asistencia: 35 000 espectadores Árbitro(s): Ali Bujsaim | Asistencia: 35 000 espectadores Árbitro(s): Ali Bujsaim |

|                               |
| Bandera de Dinamarca          |
| Campeón Dinamarca 1.er título |

## Tabla General
| Pos. | Selección      | Gr. | Pts. | PJ | PG | PE | PP | GF | GC | Dif | Rend.  |
| ---- | -------------- | --- | ---- | -- | -- | -- | -- | -- | -- | --- | ------ |
| 1    | Dinamarca      | A   | 7    | 3  | 2  | 1  | 0  | 5  | 1  | 4   | 77.78% |
| 2    | Argentina      | B   | 4    | 3  | 1  | 1  | 1  | 5  | 3  | 2   | 44.44% |
| 3    | México         | A   | 5    | 3  | 1  | 2  | 0  | 4  | 2  | 2   | 55.56% |
| 4    | Nigeria        | B   | 5    | 3  | 1  | 2  | 0  | 4  | 1  | 3   | 55.56% |
| 5    | Arabia Saudita | A   | 0    | 2  | 0  | 0  | 2  | 0  | 4  | -4  | 0%     |
| 6    | Japón          | B   | 0    | 2  | 0  | 0  | 2  | 1  | 8  | -7  | 0%     |

## Goleadores
| Jugador           | Selección | Goles |
| ----------------- | --------- | ----- |
| Luis García       | México    | 3     |
| Peter Rasmussen   | Dinamarca | 2     |
| Gabriel Batistuta | Argentina | 2     |
| Daniel Amokachi   | Nigeria   | 2     |